# Kojbwe
Kojbwe är en ö i Marshallöarna.   Den ligger i kommunen Arnoatollen, i den sydöstra delen av Marshallöarna, 30 km öster om huvudstaden Majuro. Arean är 0,39 kvadratkilometer.
Terrängen på Kojbwe är platt. Öns högsta punkt är 21 meter över havet. Den sträcker sig 0,9 kilometer i nord-sydlig riktning, och 0,7 kilometer i öst-västlig riktning.